# Гамма Микроскопа
Гамма Микроскопа (лат. Gamma Microscopii) — самая яркая звезда созвездия Микроскопа. Обладает видимой звёздной величиной 4,68, звезда слишком слабая для того, чтобы её можно было наблюдать в городских условиях. Расстояние до звезды, оценённое по данным о годичном параллаксе, измеренном телескопом Gaia, составляет около 223 ± 8 световых лет.
Звезда относится к спектральному классу G6 III, то есть звезда является гигантом. В ядре происходит горение гелия, звезда находится на стадии красного сгущения, но металличность слишком мала для такой стадии. Эффективная температура внешней части атмосферы равна 5050 K, при этом звезда обладает жёлтым цветом.
В галактической системе координат звезда имеет компоненты скорости [U, V, W] = [+13,75, +3,47, –10,50] км/с. Пекулярная скорость звезды составляет 1,2 км/с. Вероятно, звезда входит в состав движущейся группы звёзд Большой Медведицы, объекты в которой обладают близкими положениями и похожими траекториями движения. Экстраполяция движения Гаммы Микроскопа в обратную сторону по времени показало, что примерно 3,8 миллиона лет назад звезда находилась всего в 6 световых годах от Солнца. В то время видимая звёздная величина была равна −3, Гамма Телескопа была ярче Сириуса в настоящее время. Незадолго до этого, около 3,9 млн лет назад звезда проходила в пределах от 1,14 до 3,45 световых лет от Солнца и могла вносить возмущения в Облако Оорта.
Гамма Микроскопа обладает визуальным компаньоном, CCDM J21013-3215B, на угловом расстоянии 26 секунд дуги при позиционном угле 94°, с видимой звёздной величиной 13,7. Вероятнее всего, эта звезда гравитационно не связана с γ Микроскопа, но она лежит с ней почти на одном луче зрения.
Обозначение Байера не было присвоено звезде самим Иоганном Байером. Объекту было присвоено обозначение Флемстида 1 Южной Рыбы до того, как Никола Лакайль выделил созвездие Микроскопа в 1756 году.